# Girodino
Um Girodino (do inglês: Gyrodyne) é um tipo de aeronave VTOL similar em sistema a um helicóptero, que usa o seu rotor para decolagem e pouso vertical, mas que também incluí um ou mais motores com hélices propulsoras para deslocamento à frente durante seu voo de cruzeiro. Durante o deslocamento ele se assemelha com um autogiro e também com um avião de asa fixa. Devido a uma série de questões, que causam alguma confusão com o termo "girodino", os termos helicóptero composto e giroplano composto são frequentemente usados para designar estes tipos de aeronave. O girodino é um de uma série de conceitos semelhantes que tentam fornecer um tipo de helicóptero com uma performance de avião, parecidos com as aeronaves convertiplano (tiltrotor e tiltwing).

## História
Em resposta a um requerimento da Marinha Real Britânica para um helicóptero, o engenheiro chefe da Cierva Autogiro Company, Dr. James Allan Jamieson Bennett desenvolveu o girodino. O girodino foi visionado como um tipo intermediário de aeronave de asa rotativa, seu rotor operava paralelo à trajetória de voo para minimizar o efeito contra-giratório da aeronave ao mesmo tempo que impulsionava ela para a frente com uma ou duas hélices propulsoras. A patente de Bennett transformou-se em uma série de novos designs de aeronaves, o que causou uma confusão em sua terminologia - outras questões incluindo a marca registrada Gyrodyne Company of America e a classificação de aeronaves de asas rotativas da Federal Aviation Administration (FAA).
Concebido então em 1936, esta aeronave intermediária de asa rotativa foi denominada de "girodino", e foi então apresentada ao Governo Britânico em resposta à especificação do Ministério do Ar em 1939. Bennett foi então solicitar a sua patente na Intellectual Property Office do Reino Unido em favor da Cierva Autogiro Company. Em 23 de agosto de 1940 (84 anos) a Autogiro Company of America, licenciada da Cierva Autogiro Company, Ltd. registrou uma patente correspondente a aplicação  nos Estados Unidos. Em 27 de abril de 1943 (81 anos) foi emitida para a "Autogiro Company of America" a patente US patent #2,317,340. A patente descreve o "girodino" como:
| um tipo intermediário de aeronave de asa rotativa, doravante denominado como "girodino", entre um rotaplano (com o rotor livre para auto-rotação e um fluxo axial total de cima através do disco do rotor), em uma mão, e um helicóptero puro (com o rotor acionado, e um total de fluxo axial para baixo através do disco do rotor), em outra mão, isto é, com uma média de fluxo axial através do disco do rotor, substancialmente, zero a alta velocidade para a frente. |

O conceito de Bennett descreve um eixo impulsionado a rotor, com antitorque e propulsão de voo translacional promovida por uma ou mais hélices propulsoras montadas em pequenas asas laterais. Com o impulso sendo provido pelas hélices propulsoras nas velocidades de cruzeiro, a potência seria fornecida ao rotor somente para superar o arrasto do perfil do rotor, operando em uma maneira mais eficiente que o giro livre do rotor de um autogiro em auto-rotação. Bennett descreve este regime de voo do girodino como um "estado intermediário", requerendo potência para suprir o rotor e o sistema de propulsão.

### Desenvolvimento anterior
O girodino Cierva C.41 pré-Segunda Guerra Mundial tornou-se um estudo de design atualizado e foi construído pela Fairey Aviation como o Fairey FB-1 Gyrodyne com início em 1945. Os esforços de desenvolvimento foram liderados pelo Dr. Bennett, seguido por seus sucessores o Dr. George S. Hislop, George B.L. Ellis e Frederick L. Hodgess, engenheiros do pré-guerra da Cierva Autogiro Company, Ltd., e Bennett foi para a Fairey Aviation. O primeiro Girodino Fairey foi perdido em seu teste de voo e toda a sua tripulação foi morta. O segundo protótipo do Girodino foi reconstruído como o Jet Gyrodyne e usado para o desenvolvimento do acionamento do rotor por um jato de pressão usado mais tarde no giroplano composto Rotodyne. Na ponta de cada pequena asa foi adicionadas hélices que proviam tanto propulsão quanto controle de guinada, em voo para a frente e para trás. O Jet Gyrodyne voou em 1954, e fez a verdadeira transição de voo vertical para horizontal em março de 1955.
Isto levou ao protótipo Fairey Rotodyne, que foi um desenvolvimento para a combinação de uma aeronave de asa fixa em cruzeiro com a capacidade VTOL de um helicóptero para fornecer viagens de curta distância comerciais dos grandes centros para os aeroportos. Ele possuía pequenas asas com motores turboélice para deslocamento a frente e até 40% do peso de aviões em voo linear. O seu rotor possuía jato-impulsionadores em suas pontas para decolagem e aterrissagem e para voo translacional acima de 129 quilômetros por hora (80,2 milhas por hora). Apesar do considerável interesse comercial e militar em todo o mundo no protótipo Tipo Y Rotodyne para transporte, o Reino Unido não divulgou intenções de continuar o desenvolvimento e o governo britânico suspendeu o suporte financeiro do projeto que foi cancelado em 1962. A divisão de novas patentes da Westland não viu boa causa para novos investimentos e parou o desenvolvimento de seu projeto. Com o final dos programas da Fairey Aviation, o desenvolvimento chegou a um impasse, embora vários conceitos semelhantes continuassem a ser desenvolvidos.

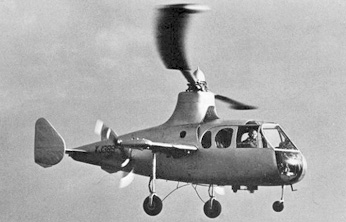
Fairey Jet Gyrodyne
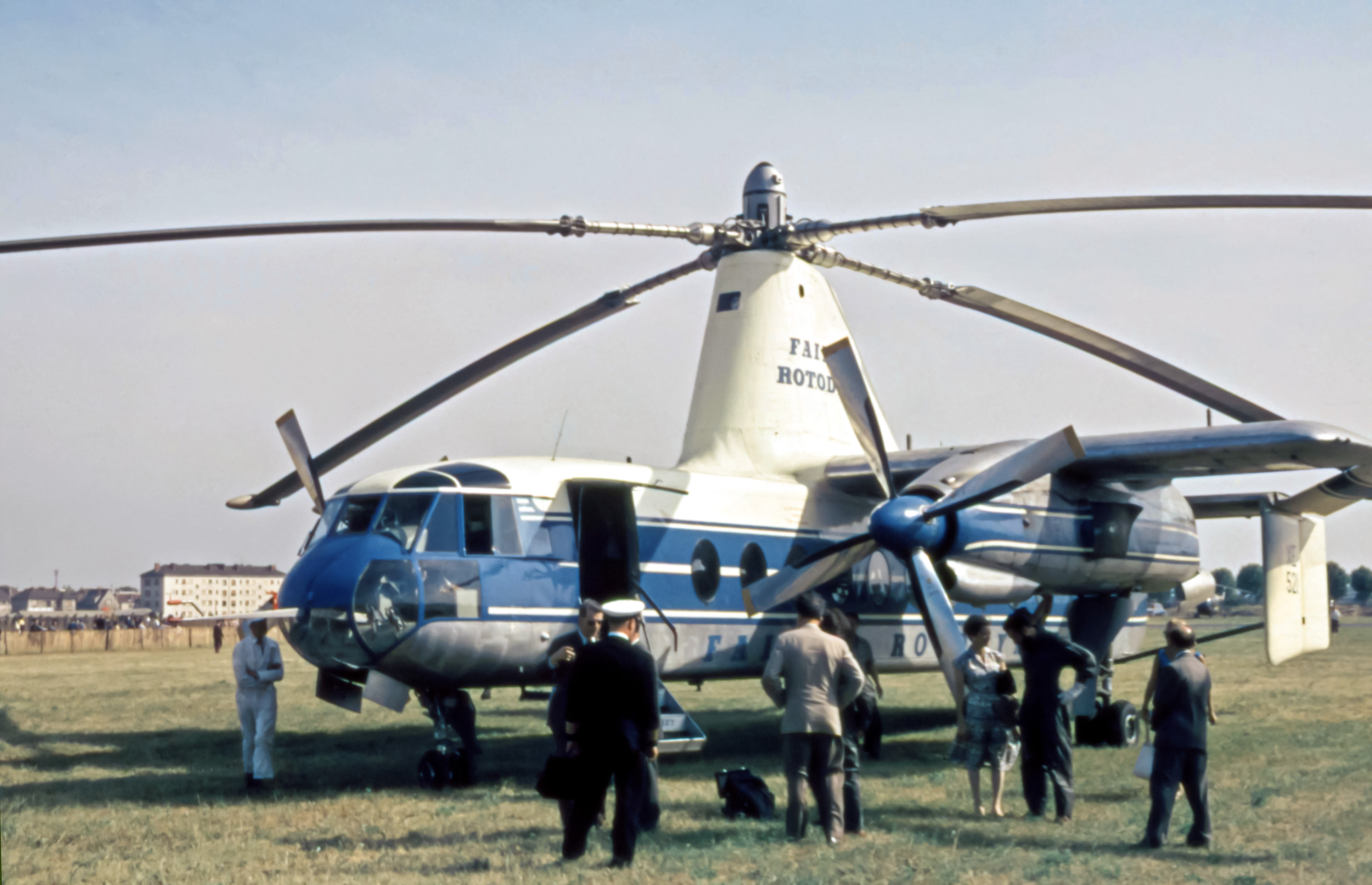
Fairey Rotodyne